# Huddersfield
Huddersfield ist eine Großstadt im Vereinigten Königreich Großbritannien und Nordirland im Metropolitan Borough Kirklees der englischen Grafschaft West Yorkshire. Laut Volkszählung hatte Huddersfield 2001 146.234 Einwohner.

## Geografie
Huddersfield liegt am Fuße der Pennines zwischen Oldham (Lancashire) und Bradford. Der Huddersfield Narrow Canal verbindet die Stadt mit Ashton-under-Lyne, der Huddersfield Broad Canal mit der Calder and Hebble Navigation.

## Wirtschaft und Infrastruktur
Die Geschichte Huddersfields hat eine starke Identifikation von Huddersfield mit der Textilindustrie bewirkt. Wie andere Orte in West Yorkshire hat Huddersfield eine niedrige Kaufkraft. Die Pharmaindustrie stellt einen wichtigen Industriezweig in und um Huddersfield dar.

## Bildung

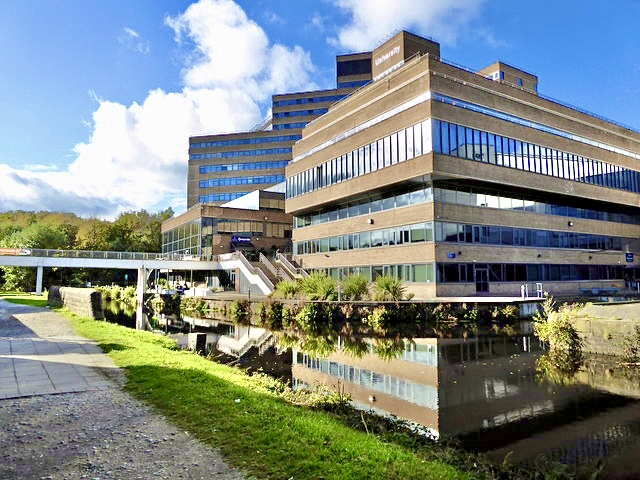
Die Universitäts-Bibliothek am Huddersfield Narrow canal

In der Stadt befindet sich die University of Huddersfield, an der 2019/20 über 17.000 Studenten eingeschrieben waren.

## Sport
Der am 1. Januar 1908 gegründete örtliche Fußballclub Huddersfield Town, bekannt unter den Spitznamen The Terriers, wurde 1924, 1925 und 1926 englischer Fußballmeister. Der im John Smith’s Stadium spielende Club stieg zuletzt 2019 nach zwei Jahren wieder aus der Premier League ab.
Huddersfield gilt als die Geburtsstätte der Sportart Rugby League. Im Gegensatz zum damaligen Amateursystem von Rugby Union war Rugby League ein Profisport. Er entstand 1895 aus der Abspaltung 21 nordenglischer Vereine vom Rugby-Football-Union-Verband und Neugründung des Northern-Rugby-Union-Verbandes, der heutigen Rugby Football League. Das Treffen dieser Vereine fand im George Hotel in Huddersfield statt. Zu den Vereinen gehörten auch die heute in der Super League, der höchsten englischen Rugby-League-Liga spielenden Huddersfield Giants. Der Verein war siebenmal englischer Meister und sechsmal Challenge-Cup-Sieger, der letzte Titelgewinn in einem dieser Wettbewerbe liegt allerdings mehr als 50 Jahre zurück.
Huddersfield war unter anderem einer der Austragungsorte bei der Rugby-Union-Weltmeisterschaft 1999.

## Persönlichkeiten

### Söhne und Töchter der Stadt
- Walter Parratt (1841–1924), Organist, Musikpädagoge, Chorleiter und Komponist
- Billy Bates (1855–1900), Cricketspieler
- John Welsh (1856–1916), anglikanischer Bischof
- Henry Terry (1869–1952), Cricketspieler
- Francis Ernest Jackson (1872–1945), Maler, Zeichner, Plakatdesigner und Lithograf
- Edward Bairstow (1874–1946), Organist, Musikpädagoge, Komponist, Chorleiter und Dirigent
- Harold Percival Himsworth (1905–1993), Internist und Diabetologe
- James Mason (1909–1984), Schauspieler
- James Chappell (1915–1976), Eishockeyspieler
- Harold Wilson (1916–1995), Politiker
- Ron Barritt (1919–2004), Fußballspieler
- James Hanson (1922–2004), Unternehmer
- Michael Kenyon (1931–2005), Schriftsteller
- Derek Ibbotson (1932–2017), Leichtathlet
- Karen Spärck Jones (1935–2007), Informatikerin
- Peter Sutcliffe (* 1936), Autorennfahrer und Unternehmer
- David Heywood Anderson (* 1937), Jurist und Diplomat
- Patrick Stewart (* 1940), Schauspieler
- Gorden Kaye (1941–2017), Schauspieler und Komiker
- Anita Lonsbrough (* 1941), Schwimmerin
- Granville Sydney (1941–1974), Radrennfahrer
- George M. Sheldrick (1942–2025), Chemiker
- Richard Sykes (* 1942), Biochemiker und Mikrobiologe
- Howard Riley (1943–2025), Pianist und Komponist
- Richard Harland (* 1947), Fantasy- und Science-Fiction-Autor
- Trevor Cherry (1948–2020), Fußballspieler
- Billy Currie (* 1950), Musiker und Songwriter
- John McCoy  (* 1950), Hardrock-Musiker
- David Borrow (* 1952), Politiker
- John Whitaker (* 1955), Springreiter
- Peter Longbottom (1959–1998), Radrennfahrer
- Michael Whitaker (* 1960), Springreiter
- Simon Charlton (* 1971), Fußballspieler
- Ruth Lawrence (* 1971), Hochschulprofessorin
- Lee Beachill (* 1977), Squashspieler
- Vivek Murthy (* 1977), Mediziner
- Peter Kaye (* 1979), Fußballspieler
- Emily Freeman (* 1980), Sprinterin
- Jodie Whittaker (* 1982), Schauspielerin
- Andrew Madley (* 1983), Fußballschiedsrichter
- Jonathan Stead (* 1983), Fußballspieler
- Robert Whitaker (* 1983), Springreiter
- Tom Sykes (* 1985), Motorradrennfahrer
- Cameron Jerome (* 1986), Fußballspieler
- Fraizer Campbell (* 1987), Fußballspieler
- Kris Clayton (* 1987), Musiker
- Marcus Ellis (* 1989), Badmintonspieler
- William Whitaker (* 1989), Springreiter
- Fiona-Elizabeth Hughes (* 1990), Skilangläuferin
- Reuben Noble-Lazarus (* 1993), Fußballspieler
- Ryan Schofield (* 1999), Fußballspieler
- Lois Toulson (* 1999), Wasserspringerin
- Mason Hollyman (* 2000), Radrennfahrer
- Caden Cunningham (* 2003), Taekwondoin
- Madelaine Leech (* 2003), Radsportlerin
- Jahmai Simpson-Pusey (* 2005), Fußballspieler

### Personen, die mit Huddersfield in Verbindung stehen
- Reg Calvert (1928–1966), Musikmanager und Radiopirat, wuchs in Huddersfield auf.
- Lena Headey (* 1973), Schauspielerin, wuchs in Huddersfield auf.
- Iron Maiden widmeten ihrem aus Huddersfield stammenden Manager Rod Smallwood das Lied Sheriff of Huddersfield auf der B-Seite der Single Wasted Years (1986).
- Paul Hunter (1978–2006), Snookerspieler, starb 2006 in Huddersfield.
- Jackie Leven (1950–2011), ein schottischer Singer/Songwriter, erwähnt Huddersfield in seinem Lied ClassicNorthernDisions („I’m in Huddersfield drinking in the slubber’s arms“) auf dem Album Shining Brother, Shining Sister (2003).
- David Wagner (* 1971), war von November 2015 bis Anfang 2019 Trainer von Huddersfield Town und stieg mit diesem 2017 in die Premier League auf.